# Croton rivinifolius
Pour Croton rivinifolius var. scouleri, (Hook.f.) Svenson, 1946, voir Croton scouleri.
Pour Croton rivinifolius var. albescens, (Andersson) Svenson et pour Croton rivinifolius var. macraei, (Hook.f.) Svenson, voir Croton scouleri.
Espèce
Statut de conservation UICN

 EN A4c; B1ab(iii) : En danger
Croton rivinifolius est une espèce de plantes à fleurs du genre Croton et de la famille des Euphorbiaceae, présente au Mexique (Guerrero), en Colombie et en Équateur.
Il a pour synonyme :
- Oxydectes rivinifolia, (Kunth) Kuntze